# Каспар Појкер
Каспар Појкер (глсрп. Kaspar Peuker, лат. Caspar Peucerus; Будишин, 6. јануар 1525 — Десау, 25. септембар 1602) био је немачки математичар, лекар, филолог, професор Универзитета у Витенбергу, хуманиста. Имао је лужичкосрпско порекло; писао на латинском језику.

## Биографија
Отац му је био богат занатлија. Каспар је учио латинску школу у Будишину и шлеском Холдбергу. 26. марта 1543. године уписао се на Универзитет у Витенбергу, где се потписао као Caspar Beutzer Budissinensis. Од 1543. до 1547. године студирао је на универзитету филологију, математику, астрономију и медицину. Од 1547. до 1548. године студирао је у Франкфурту на Одри. Сместио се у кући Ф. Меланхтона. Током Шмалкалдског рата 1547. године побегао је из Витенберга на Универзитет у Франкфурту на Одри, где се бавио медицином. Од 1548. до 1574. године радио је као професор на Универзитету у Витенбергу, члан сената филозофског факултета. Године 1550. оженио се кћерком Ф. Меланхтона — Магдаленом (1531—1575). Они су имали десеторо деце. Од 1553. до 1560. године био је професор математике и филологије, од 1560. до 1574. године — професор медицине, дворски лекар саксонског курфирста. После смрти Меланхтона 1560. године наследио је његов дом у Витенбергу. Године 1561. објавио је Меланхтоново дело „Corpus doctrinae christianae”. Године 1570. именован је за лекара курфирста Аугуста.
Године 1574. ухапшен је због криптокалвинизма. Провео је дванаест година у затвору Рохлица, Цајца и Лајпцига. На захтев пријатеља, 8. фебруара 1586. године пуштен је на слободу, и сутрадан дошао у Десау. Забрањено му је било да се врати у Витенберг. Године 1587. он се поново оженио. Од 1587. до 1602. године био је дворски лекар анхалтског кнеза у Десау.
Године 1594. у Будишину објавио је песму „Idyllium Patria” (лат. Идила домовине), која је написана углавном у затвору. Песма је поетска хроника града Будишина и његове околине, химна похвале његовој домовини. У песми се сећа срећног детињства, живота у Будишину; у вези са историјом спомиње Лужичке Србе (patria Sorabum), али не говори ништа о свом лужичкосрпском идентитету. Познато је око 30 публикација К. Појкера.
Појкер је био помоћник и саветник Меланхтона за словенска питања. Он се дописивао са бискупом Јаном Благославом, који је био аутор првог чешког превода Новог завета са грчког језика. Ова преписка открива лужичкосрпско порекло Појкера. У писму од 19. јуна 1566. године пише: „Понекад из забаве покушавам да се сетим лужичкосрпски језик у коме сам рођен (лат. in qua natus sum)”. Чешки језик се сматрао као књижевни језик за Лужичке Србе (лат. lingua nostra). Помагао је издавању Аугсбуршке Библије на словеначком језику.